# Cryptothylax
Genre
Cryptothylax est un genre d'amphibiens de la famille des Hyperoliidae.

## Répartition
Les deux espèces de ce genre se rencontrent dans le centre-Ouest de l'Afrique.

## Liste des espèces
Selon Amphibian Species of the World (10 juin 2017) :
- Cryptothylax greshoffii (Schilthuis, 1889)
- Cryptothylax minutus Laurent, 1976

## Publication originale
- Laurent & Combaz, 1950 : Sur l'attribution générique de certains Batraciens appartenant a la sous-famille des Hyperoliinae. Revue de Zoologie et de Botanique Africaines, vol. 43, p. 269-280.